# Kai-Michael Hingst
Kai-Michael Hingst (* 1965) ist ein deutscher Jurist.

## Leben
Hingst studierte Rechtswissenschaften sowie Philosophie und Psychologie an der Universität Hamburg. Auslandsaufenthalte führten ihn nach Brüssel in die EU-Kommission und nach New York in das deutsche Generalkonsulat. Auf Verleihbasis (Secondment) arbeitete er im Londoner Büro einer international tätigen  Wirtschaftskanzlei. Bevor er 2016 ein Lehrdeputat als Honorarprofessor an der Bucerius Law School annahm, war er über 10 Jahre als Wirtschaftskanzleipartner tätig. Seit 2017 ist er bei Noerr engagiert und zugelassen bei der Rechtsanwaltskammer Hamburg und als Solicitor in England und Wales.

## Schriften (Auswahl)
- Perspektivismus und Pragmatismus. Ein Vergleich auf der Grundlage der Wahrheitsbegriffe und Religionsphilosophien von Nietzsche und James. Würzburg 1998, ISBN 3-8260-1342-5.
- Die Societas Leonina in der europäischen Privatrechtsgeschichte. Der Weg vom Typenzwang zur Vertragsfreiheit am Beispiel der Geschichte der Löwengesellschaft vom römischen Recht bis in die Gegenwart. Berlin 2003, ISBN 3-428-10805-1.
- als Herausgeber mit Maria Liatsi: Pragmata. Festschrift für Klaus Oehler zum 80. Geburtstag. Tübingen 2008, ISBN 978-3-8233-6442-9.
- Zahlungsdiensteaufsichtsrecht. Praxishandbuch für innovative Karten-, Internet- und mobile Zahlungsdienste. München 2015, ISBN 3-406-65027-9.